# Festivalul Internațional de Film de la San Sebastián
Festivalul Internațional de Film de la San Sebastian (în spaniolă Festival Internacional de Cine de San Sebastián, abreviat Festival de San Sebastián, în bască Donostiako Nazioarteko Zinemaldia, în engleză San Sebastián International Film Festival), este un festival de film de categorie maximă (Festival-A) acreditat la Federația Internațională a Asociațiilor Producătorilor de Film (FIAPF). Se organizează anual, la finalul lunii septembrie în Țara Bascilor, la San Sebastian, Spania. Prima ediție a avut loc la 21 septembrie 1953.

## Premii

### Premii oficiale
- Scoica de Aur pentru cel mai bun film (Concha de Oro al miglior film)
- Scoica de Argint pentru cel mai bun regizor (Concha de Plata a la mejor dirección)
- Scoica de Argint pentru cel mai bun actor (Concha de Plata al mejor actor)
- Scoica de Argint pentru cea mai bună actriță (Premio del Jurado a la mejor fotografía)
- Premiul Juriului pentru cea mai bună imagine (Premio della giuria alla miglior fotografia)
- Premiul Juriului pentru cel mai bun scenariu (Premio del Jurado al mejor guion)
- Premiul Donostia pentru carieră

### Premii neoficiale
- Premio Nuevos Directores
- Premio del Público
- Premio de la Juventud
- Premio Horizontes
- Premios Cine en Construcción
- Premios Cine en Movimiento
- Premio Encuentro Internacional de Escuelas de Cine
- Premio Otra Mirada
- Premio Irizar al Cine Vasco
- Premio mejor película principal nacionalidad la española
- Premio mejor película principal nacionalidad francesa
- Premio mejor película versión original sea el euskera

### Premiul Donostia
Creat în 1986, își propune să onoreze un actor pentru cariera sa profesională. Primul premiat a fost actorul Gregory Peck.

## Premianții la Donostia Award
- 1986: Gregory Peck și Gene Tierney
- 1987: Glenn Ford
- 1988: Vittorio Gassman
- 1989: Bette Davis
- 1990: Claudette Colbert
- 1991: Anthony Perkins
- 1992: Lauren Bacall
- 1993: Robert Mitchum
- 1994: Lana Turner
- 1995: Susan Sarandon și Catherine Deneuve
- 1996: Al Pacino
- 1997: Michael Douglas, Jeremy Irons și Jeanne Moreau
- 1998: Anthony Hopkins și John Malkovich
- 1999: Fernando Fernán Gómez, Vanessa Redgrave și Anjelica Huston
- 2000: Michael Caine și Robert De Niro
- 2001: Francisco Rabal, Warren Beatty și Julie Andrews
- 2002: Jessica Lange, Bob Hoskins și Dennis Hopper
- 2003: Isabelle Huppert, Sean Penn și Robert Duvall
- 2004: Woody Allen, Annette Bening și Jeff Bridges
- 2005: Willem Dafoe și Ben Gazzara
- 2006: Max von Sydow și Matt Dillon
- 2007: Liv Ullmann și Richard Gere
- 2008: Meryl Streep și Antonio Banderas
- 2009: Ian McKellen
- 2010: Julia Roberts
- 2011: Glenn Close
- 2012: Oliver Stone, Ewan McGregor, Tommy Lee Jones, John Travolta și Dustin Hoffman
- 2013: Carmen Maura, Hugh Jackman
- 2014: Denzel Washington, Benicio del Toro
- 2015: Emily Watson
- 2016: Ethan Hawke, Sigourney Weaver
- 2017: Monica Bellucci, Ricardo Darín, Agnès Varda
- 2018: Hirokazu Koreeda, Danny DeVito, Judi Dench
- 2019: Costa-Gavras, Donald Sutherland, Penélope Cruz

## Câștigătorii Scoicii
- Vedeți lista